# 華形ひかる
華形 ひかる（はながた ひかる、9月26日 - ）は、元宝塚歌劇団専科の男役スター。
東京都中野区、区立第十一中学校出身。身長168cm。愛称は「みつる」。

## 来歴
1997年、宝塚音楽学校入学。
1999年、音楽学校卒業後、宝塚歌劇団に85期生として入団。入団時の成績は19番。雪組公演「再会／ノバ・ボサ・ノバ」で初舞台。組まわりを経て花組に配属。
2005年、ふづき美世退団公演となる「落陽のパレルモ」で新人公演初主演。新人公演最終学年となる入団7年目のラストチャンスでの抜擢となった。
2009年の「フィフティ・フィフティ」で、真野すがたとバウホール公演ダブル主演。
2014年7月6日付で専科へと異動。
2020年9月20日、礼真琴・舞空瞳トップコンビ大劇場お披露目となる星組「眩耀の谷／Ray」東京公演千秋楽をもって、宝塚歌劇団を退団。新型コロナウイルス感染拡大による公演休止を経て、当初の予定より遅れての卒業となった。

## 宝塚歌劇団時代の主な舞台

### 初舞台
- 1999年4 - 5月、雪組『再会』『ノバ・ボサ・ノバ』（宝塚大劇場）[8]

### 組まわり
- 1999年5 - 6月、月組『螺旋のオルフェ』『ノバ・ボサ・ノバ』（宝塚大劇場のみ）[8]
- 1999年7 - 8月、雪組『再会』『ノバ・ボサ・ノバ』（1000days劇場）

### 花組時代
- 1999年11 - 12月、『タンゴ・アルゼンチーノ』『ザ・レビュー'99』（1000days劇場のみ）
- 2000年1 - 2月、『冬物語』（バウホール・日本青年館）
- 2000年4 - 8月、『源氏物語 あさきゆめみし』 - 代役：夕霧（子供）[注釈 1]、新人公演：夕霧（本役：瀬奈じゅん）『ザ・ビューティーズ!』[8]
- 2000年9月、『トム・ジョーンズの華麗なる冒険』（バウホール・日本青年館）
- 2000年11 - 2001年3月、『ルートヴィヒII世』 - 新人公演：ジャーナリスト（本役：彩吹真央）『Asian Sunrise』
- 2001年4 - 5月、『源氏物語 あさきゆめみし』 - 夕霧（子供）『ザ・ビューティーズ!』（全国ツアー）
- 2001年7 - 11月、『ミケランジェロ』 - 新人公演：ニッコロ（本役：蘭寿とむ）『VIVA!』[4]
- 2001年12 - 2002年1月、『カナリア』（ドラマシティ・ル テアトル銀座） - 看守
- 2002年3 - 4月、『琥珀色の雨にぬれて』 - ポール、新人公演：ミッシェル・ドゥ・プレール伯爵（本役：瀬奈じゅん）『Cocktail』（宝塚大劇場）
- 2002年4月、専科・花組『風と共に去りぬ』（日生劇場）
- 2002年5 - 6月、『琥珀色の雨にぬれて』 - ポール、新人公演：ミッシェル・ドゥ・プレール伯爵（本役：彩吹真央）『Cocktail』（東京宝塚劇場）
- 2002年8月、『あかねさす紫の花』 - 矢坂部連倉目『Cocktail』（博多座）
- 2002年10 - 2003年2月、『エリザベート』 - 黒天使、新人公演：エルマー・バチャニー（本役：蘭寿とむ）[4]
- 2003年3月、『おーい春風さん』 - 男の子『恋天狗』 - 小天狗（バウホール）
- 2003年5 - 9月、『野風の笛』 - 新人公演：花井主水正義雄（本役：春野寿美礼）『レヴュー誕生』
- 2003年10月、『二都物語』（バウホール・日本青年館） - ジェリ
- 2004年1 - 5月、『天使の季節』 - 士官、新人公演：アッサーラ（本役：瀬奈じゅん）『アプローズ・タカラヅカ!』
- 2004年5 - 6月、『ジャワの踊り子』（全国ツアー） - オースマン
- 2004年8 - 11月、『La Esperanza（ラ・エスペランサ）』『TAKARAZUKA舞夢!』
- 2005年1 - 2月、『くらわんか』（バウホール） - 貧乏神[注釈 2]／徳兵衛[注釈 3]
- 2005年3 - 7月、『マラケシュ・紅の墓標』 - ルイ、新人公演：レオン（本役：樹里咲穂）『エンター・ザ・レビュー』[8]
- 2005年8月、『マラケシュ・紅の墓標』 - 新任長官ジェラール『エンター・ザ・レビュー』（博多座）
- 2005年11 - 2006年2月、『落陽のパレルモ』 - ルチアーノ、新人公演：ヴィットリオ・ロッシ（本役：春野寿美礼）『ASIAN WINDS!』 新人公演初主演[7][8][1]
- 2006年3 - 4月、『Appartement Cinéma（アパルトマン シネマ）』（ドラマシティ・日本青年館・愛知厚生年金会館） - コンスタンチン
- 2006年6 - 10月、『ファントム』 - 従者[8]
- 2006年11 - 12月、『うたかたの恋』 - ブラッドフィッシュ『エンター・ザ・レビュー』（全国ツアー）
- 2007年2 - 5月、『明智小五郎の事件簿-黒蜥蜴（トカゲ）』 - 丘刑事『TUXEDO JAZZ（タキシード ジャズ）』[8]
- 2007年6月、『舞姫-MAIHIME-』（バウホール） - 原芳次郎[3]
- 2007年9 - 12月、『アデュー・マルセイユ』 - ジェフ『ラブ・シンフォニー』
- 2008年2月、『メランコリック・ジゴロ』 - ロジェ『ラブ・シンフォニーII』（中日劇場）
- 2008年3月、『舞姫-MAIHIME-』（日本青年館） - 原芳次郎
- 2008年5 - 8月、『愛と死のアラビア』 - アル・マリク『Red Hot Sea』
- 2008年10月、『銀ちゃんの恋』（ドラマシティ・日本青年館） - ヤス[3]
- 2009年1 - 3月、『太王四神記』 - サリャン[3]
- 2009年5 - 6月、『オグリ!』（バウホール・日本青年館） - 後藤左衛門
- 2009年7月、『フィフティ・フィフティ』（バウホール） - ジョナサン バウW主演[9][1]
- 2009年9 - 11月、『外伝 ベルサイユのばら-アンドレ編-』 - アルマン『EXCITER!!』
- 2009年12 - 2010年1月、『相棒』（ドラマシティ・日本青年館） - 米沢守
- 2010年3 - 5月、『虞美人』 - 衛布
- 2010年7 - 10月、『麗しのサブリナ』 - バーディー『EXCITER!!』
- 2010年11 - 12月、『メランコリック・ジゴロ』 - バロット『ラブ・シンフォニー』（全国ツアー）
- 2011年2 - 4月、『愛のプレリュード』 - マウロ・マーシャル『Le Paradis!!（ル パラディ）』
- 2011年6 - 9月、『ファントム』 - アラン・ショレ[注釈 4]／若かりし頃のキャリエール[注釈 5]／セルジョ[注釈 5]
- 2011年10 - 11月、『小さな花がひらいた』 - くろ『ル・ポァゾン 愛の媚薬II』（全国ツアー）
- 2012年1 - 3月、『復活-恋が終わり、愛が残った-』 - ファナーリン弁護士『カノン』[4]
- 2012年5月、『近松・恋の道行』（バウホール・日本青年館） - 早水清吉（忠清）
- 2012年7 - 10月、『サン＝テグジュペリ』 - マルセル・レーヌ『CONGA!!』
- 2012年12月、専科『おかしな二人』（日本青年館） - フィリックス・アンガー[2]
- 2013年2 - 5月、『オーシャンズ11』 - イエン 初エトワール
- 2013年6 - 7月、『戦国BASARA』（東急シアターオーブ） - 武田信玄
- 2013年8 - 11月、『愛と革命の詩（うた）-アンドレア・シェニエ-』 - マリー＝ジョゼフ・シェニエ『Mr. Swing!』
- 2014年2 - 5月、『ラスト・タイクーン -ハリウッドの帝王、不滅の愛-』 - ジョージ・ボックスレー『TAKARAZUKA ∞ 夢眩』[3]
- 2014年6月、『ベルサイユのばら-フェルゼンとマリー・アントワネット編-』（中日劇場） - ド・ブロイ元帥[3]

### 専科時代
- 2014年11 - 12月、星組『風と共に去りぬ』（全国ツアー） - アシュレ
- 2015年2 - 3月、月組『風と共に去りぬ』（中日劇場） - アシュレ・ウィルクス
- 2015年5月、雪組『星影の人』 - 土方歳三『ファンシー・ガイ!』（博多座） エトワール
- 2015年8月、専科『オイディプス王』（バウホール） - クレオン
- 2015年11月、雪組『銀二貫』（バウホール） - 和助
- 2016年5月、宙組『ヴァンパイア・サクセション』（ドラマシティ・KAAT神奈川芸術劇場） - ジェームズ・サザーランド
- 2017年1 - 3月、月組『グランドホテル』 - ヘルマン・プライジング『カルーセル輪舞曲（ロンド）』
- 2017年5月、月組『長崎しぐれ坂』 - 水牛／玉持ち『カルーセル輪舞曲（ロンド）』（博多座）
- 2017年8 - 9月、雪組『CAPTAIN NEMO』（日本青年館・ドラマシティ） - ジョイス博士 エトワール
- 2017年11月、専科『神家（こうや）の七人（しちにん）』（バウホール） - ウィリアム・ターナー／兵士
- 2018年4 - 7月、星組『ANOTHER WORLD』 - 貧乏神『Killer Rouge（キラー ルージュ）』[1]
- 2019年5月、星組『鎌足-夢のまほろば、大和（やまと）し美（うるわ）し-』（ドラマシティ・日本青年館） - 蘇我鞍作
- 2019年7 - 10月、星組『GOD OF STARS -食聖-』 - エリック・ヤン『Éclair Brillant（エクレール ブリアン）』
- 2020年2 - 3月、星組『眩耀（げんよう）の谷〜舞い降りた新星〜』 - 宣王『Ray-星の光線-』（宝塚大劇場） 退団公演[10][1]
- 2020年7 - 9月、星組『眩耀（げんよう）の谷〜舞い降りた新星〜』 - 宣王『Ray-星の光線-』（東京宝塚劇場）[11][2]

### 出演イベント
- 2002年1月、『大滝愛子バレエ・レッスン発表会』
- 2003年1月、逸翁デー『タカラヅカ･ホームカミング』
- 2003年7月、『宝塚巴里祭2003』[12]
- 2004年1月、逸翁デー『タカラヅカ･ホームカミング』
- 2004年7月、TCAスペシャル2004『タカラヅカ90』
- 2004年9月、『レビュー記念日』
- 2004年11月、『ベルサイユのばら30』
- 2005年4月、TCAスペシャル2005『Beautiful Melody Beautiful Romance』
- 2005年12月、『花の道 夢の道 永遠の道』
- 2007年1月、『清く正しく美しく』
- 2007年8月、壮一帆ディナーショー『So!-Fantastic Radio Station-』[13]
- 2007年9月、TCAスペシャル2007『アロー!レビュー!』
- 2008年12月、タカラヅカスペシャル2008『La Festa!』
- 2010年12月、タカラヅカスペシャル2010『FOREVER TAKARAZUKA』
- 2011年12月、タカラヅカスペシャル2011『明日に架ける夢』
- 2012年12月、タカラヅカスペシャル2012『ザ・スターズ!〜プレ・プレ・センテニアル〜』
- 2014年7月、『宝塚巴里祭2014』 主演[3]
- 2014年12月、タカラヅカスペシャル2014『Thank you for 100 years』
- 2015年10月、『SUPER GIFT! from Takarazuka stars』[注釈 6]
- 2015年12月、タカラヅカスペシャル2015『New Century，Next Dream』
- 2016年12月、タカラヅカスペシャル2016『Music Succession to Next』
- 2017年12月、タカラヅカスペシャル2017『ジュテーム・レビュー-モン・パリ誕生90周年-』
- 2018年12月、『タカラヅカスペシャル2018 Say!Hey!Show Up!!』
- 2019年1 - 2月、『ベルサイユのばら45〜45年の軌跡、そして未来へ〜』[注釈 6]
- 2019年12月、タカラヅカスペシャル2019『Beautiful Harmony』

## 受賞歴
- 2013年、『宝塚歌劇団年度賞』 - 2012年度努力賞[14]
- 2017年、『阪急すみれ会パンジー賞』 - 助演賞[15]